# Capitolato d'appalto
Il capitolato d'appalto è un documento tecnico, in genere allegato ad un contratto di appalto, a cui si fa riferimento per definire in quella sede le specifiche tecniche delle opere che andranno ad eseguirsi per effetto del contratto stesso, di cui è solitamente parte integrante.

## Descrizione
Il documento contiene il dettaglio delle opere, delle modalità realizzative delle stesse, e dei materiali che verranno utilizzati, o comunque requisiti reputati sufficienti per la corretta esecuzione; in genere comprende anche un riferimento economico per ciascuna delle voci contenute. Quest'ultimo aspetto assume valore di base di riferimento per la valutazione economica dell'eseguito, specie per il caso di contestazioni alla consegna o per la successiva scoperta di vizi dell'opera eseguita, sia che la prestazione sia remunerata a corpo, sia a misura. Nei documenti più articolati e complessi, l'aspetto economico delle singole prestazioni è però spesso deferito a un documento parallelo, l'elenco dei prezzi.
Il capitolato definisce quindi, con la migliore approssimazione che il caso richieda, tutte le caratteristiche che dovrà avere la prestazione cui si impegna l'appaltatore. Nel caso di opere complesse o quando la stazione appaltante lo ritenga utile, si redigono capitolati diversi, specifici per argomento. In tali casi non è raro che esista anche un capitolato per le procedure amministrative e organizzative che gli appaltatori devono applicare.
I capitolati sono classicamente in uso in contratti di appalto riguardanti l'edilizia, ma di fatto sono impiegati in tutti i campi in cui taluno (appaltatore) si impegni a eseguire in un prossimo futuro la realizzazione di opere o più genericamente prestazioni a favore dell'appaltante; più in generale ancora, il capitolato disciplina la futura fornitura ed erogazione di beni e servizi e può avere forme specifiche per la materia di interesse, eventualmente dipendenti da schemi tipizzati. Ad esempio, un "capitolato di sicurezza" concerne la cosiddetta "messa in sicurezza" di un sito, di un impianto o di un macchinario, e contiene pertanto i dettagli esecutivi pratici della prestazione convenuta di solito con riferimento a normative tecniche prescrittive od indicative sulla materia. Oppure un documento di analogo contenuto è il capitolato di outsourcing, con il quale tipicamente un'azienda demanda a un'altra azienda a essa estranea l'esecuzione di talune prestazioni in favore dei propri clienti. Talora la modalità realizzativa, e quindi la qualità dell'opera risultante, può essere riferita genericamente alla "miglior regola dell'arte", per la cui determinazione e adattabilità al caso si fa riferimento alle raccolte di usi e consuetudini o simili fonti.
Il significato contrattuale del documento è la lista dei requisiti della prestazione dell'appaltatore che l'appaltante giudicherà soddisfacente. Casi particolari riguardano perciò i capitolati per appalti concessi da enti pubblici, specialmente se l'appalto è soggetto a indizione di gara per l'aggiudicazione, nel qual caso il loro contenuto può dipendere da norme specifiche sino a un elevato grado di dettaglio.
I capitolati per ogni genere di prestazione possono essere generali e speciali. Generali sono quelli che contengono condizioni che possono applicarsi indistintamente a tutti gli appaltatori di un dato appaltante per determinati tipi di prestazione; spesso comprendono anche l'indicazione delle modalità da seguirsi per le gare. Ne è un noto esempio il capitolato generale delle opere pubbliche. Nel capitolato generale possono inoltre essere previste le modalità per la risoluzione arbitrale della controversia insorta durante l'esecuzione del contratto. Il capitolato generale non è quindi necessariamente legato a un contratto specificamente siglato fra le parti che gli daranno esecuzione, ma costituisce il più delle volte una sorta di proposta di contratto unilaterale per precisare anticipatamente a quali condizioni (in teoria, a quali sole condizioni) l'appaltante accetterà di sottoscrivere un contratto.
Ove siano adottati e accettati capitolati generali, a loro integrazione seguono i capitolati speciali, contenenti le condizioni relative all'oggetto proprio del contratto singolo.
Nelle costruzioni/impiantistica il capitolato è scolasticamente parte del progetto esecutivo, che infatti in genere lo comprende come uno dei suoi elementi costitutivi. Poiché non esistono solo opere di tipo materiale (edilizia, impiantistica, infrastrutture, ecc.), sono redatti capitolati anche per appalti di erogazione di servizi (l'elenco di esempi sarebbe sterminato).

### All'infuori dell'appalto
Il capitolato esiste anche per contratti diversi dall'appalto (vendita, mandato, prestazione d'opera, somministrazione, contratti  misti, contratti atipici, ecc). Assume, in genere, lo scopo di documentazione che descrive requisiti e/o specifiche di fornitura (opera, prodotto, servizio, progetto), sia globali sia eventualmente particolari per singolo aspetto, da richiamare nell'accordo commerciale tra le parti. Spesso è redatto a quattro mani tra cliente e fornitore, soprattutto nei casi dei servizi (specie nei progetti o programmi di consulenza) o del software che, data la loro natura, hanno un impatto rilevante di personalizzazione.
Nei casi di opere o servizi complessi solitamente esiste un set articolato di capitolati, specifici per argomenti anche diversi dalla fornitura in sé (aspetti legali, amministrativi, qualità, project management, sicurezza, ecc).
In tutti i casi, il capitolato è un documento tecnico essenziale che regolamenta il contratto tra le parti.